# Siti Nurhaliza
Siti Nurhaliza, geboren als Siti Nurhaliza binti Tarudin (Maleis: سيتي نورهاليزا بنت تارودين; Kampung Awah, Temerloh, Pahang, Maleisië, 11 januari 1979) is een zangeres, actrice, songwriter, muziekproducent, en zakenvrouw van Maleise afkomst.

## Discografie
- Siti Nurhaliza 1 (1996)
- Siti Nurhaliza 2 (1997)
- Cindai (1997)
- Adiwarna (1998)
- Seri Balas (1999)
- Pancawarna (1999)
- Sahmura (2000)
- Safa (2001)
- Sanggar Mustika (2002)
- E.M.A.S (2003)
- Anugerah Aidilfitri (2003)
- Prasasti Seni (2004)
- Transkripsi (2006)
- Hadiah Daripada Hati (2007)
- Lentera Timur (2008)
- Tahajjud Cinta (2009)
- CTKD: Canda, Tangis, Ketawa & Duka (2009)
- All Your Love (2011)
- Fragmen (2014)
- SimetriSiti (2017)

- Gemeinsame Normdatei: 1046879782
- International Standard Name Identifier: 0000 0000 4841 0798
- Library of Congress Control Number: no2005109268
- MusicBrainz: bcf6637d-a789-49c1-b2b2-dc789fb7df02
- Virtual International Authority File: 21884409